# Raccordo Udine Sud
Il raccordo Udine Sud è una bretella autostradale che collega lo svincolo di Udine sud con i due tronchi della strada statale 676. L'intera tratta è gestita dalla società Società Autostrade Alto Adriatico.

## Percorso
La strada ha origine dallo svincolo di Udine sud tra il tredicesimo ed il quattordicesimo chilometro dell'Autostrada A23 Alpe-Adria (Palmanova-Udine-Tarvisio) e prosegue verso nord raggiungendo il casello ed il primo tronco della Strada statale 676 Tangenziale Sud di Udine (tangenziale sud Gastone Conti). Corre parallela all'A23 sino al sottopasso di Basaldella ove continua come secondo lotto della SS676.

## Tabella percorso
| Raccordo Udine Sud |                                                  |      |      |           |
| Tipo               | Indicazione                                      | ↓km↓ | ↑km↑ | Provincia |
|                    | Palmanova-Tarvisio                               | 0,0  | 2,7  | UD        |
|                    | Barriera Udine Sud                               | 0,4  | 2,3  | UD        |
|                    | Gorizia-Manzano-Buttrio Tangenziale Sud di Udine | 0,9  | 1,8  | UD        |
|                    | Basaldella Tangenziale Sud di Udine              | 2,7  | 0,0  | UD        |

## Struttura
La strada ha per quasi tutta la sua lunghezza due carreggiate per senso di marcia divise da guard-rail.
È classificata come autostrada nonostante abbia le stesse caratteristiche di una superstrada, rendendola uguale alla SS676.